# Алдер, Берни
Берни Джулиан Алдер (англ. Berni Julian Alder; 9 сентября 1925, Дуйсбург, Рейнская провинция — 7 сентября 2020) — американский физик, специалист по статистической механике, пионер метода молекулярной динамики. Сотрудник Ливерморской национальной лаборатории, член Национальной академии наук (1970). Удостоен Национальной научной медали (2009).

## Биография
Хотя Алдер родился в Германии, он был гражданином Швейцарии. В 1932 году его семья переехала в Цюрих. В 1941 году Алдер покинул Швейцарию, оказавшись в конце концов в США. В 18 лет он поступил на службу в Военно-морские силы США. Окончил Калифорнийский университет в Беркли со степенями бакалавра химии (1947) и магистра химической инженерии (1948). В 1951 году в Калифорнийском технологическом институте получил степень доктора философии по химии (научный руководитель — Джон Кирквуд), после чего преподавал в альма-матер в Беркли. С 1953 года работал консультантом, а с 1955 года являлся сотрудником Ливерморской национальной лаборатории. В 1963 году участвовал в создании факультета прикладных наук Калифорнийского университета в Дейвисе. Был одним из основателей и редактором журнала Journal of Computational Physics.

## Научная деятельность
Научные работы Алдера посвящены статистической механике и вычислительной физике, в особенности развитию методов компьютерного моделирования применительно к задаче о строении и динамике атомов и молекул. Этой проблемой он заинтересовался ещё во время работы над диссертацией, когда начал использовать механические счётные машины для расчёта движения молекул друг относительно друга в жидкостях и твёрдых телах. Представив молекулы твёрдыми шариками, Алдер совместно со Стэном Фрэнкелом разработал один из ранних алгоритмов Монте-Карло для расчёта свойств системы таких шариков.
В середине 1950-х годов, получив доступ к новым электронным компьютерам Ливерморской национальной лаборатории, Алдер вернулся к задаче о свойствах системы шариков и вместе с Томасом Уэйнрайтом (англ. Thomas Wainwright) разработал ряд алгоритмов для описания таких систем. В частности, они предложили метод молекулярной динамики, который позволяет следить за изменением состояния системы в результате столкновений между шариками. В последующие годы этот метод нашёл множество применений в различных областях науки. С помощью этого подхода Алдер и Уэйнрайт получили несколько важных результатов в статистической механике. В 1957 году они продемонстрировали переход системы шариков из жидкого в твёрдое состояние, что свидетельствовало об энтропийном характере этого явления. Другими словами, поскольку между шариками нет никаких взаимодействий, затвердевание системы определяется не минимизацией её энергии, а максимизацией энтропии. В 1970 году учёные показали, что флуктуации в системе шариков затухают гораздо дольше, чем считалось ранее. Этот факт играет важную роль в микроскопическом описании процесса установления термодинамического равновесия в жидкостях.
В дальнейшем Алдер расширял метод молекулярной динамики, в том числе для учёта взаимодействия между молекулами, которое должно описываться законами квантовой механики. Им было получено решение квантовой задачи для некоторых важных случаев. В частности, в 1980 году Алдер совместно с Дэвидом Сеперли промоделировал однородную систему электронов, что стало отправным пунктом для многих последующих исследований микроскопических свойств конденсированных сред.

## Награды и отличия
- Стипендия Гуггенхайма (1954)
- Joel Henry Hildebrand Award[нем.] (1985)
- Медаль Больцмана (2001)
- Член Американской академии искусств и наук (2008)
- Национальная научная медаль (2009)[4]

## Избранные публикации
- Alder B.J., Wainwright T.E. Phase transition for a hard sphere system // Journal of Chemical Physics. — 1957. — Vol. 27. — P. 1208-1209. — doi:10.1063/1.1743957.
- Alder B.J., Wainwright T.E. Studies in molecular dynamics. I. General method // Journal of Chemical Physics. — 1959. — Vol. 31. — P. 459-466. — doi:10.1063/1.1730376.
- Alder B.J., Wright T.E.W.A. Studies in molecular dynamics. II. Behavior of a small number of elastic spheres // Journal of Chemical Physics. — 1960. — Vol. 33. — P. 1439-1451. — doi:10.1063/1.1731425.
- Alder B.J., Wainwright T.E. Phase transition in elastic disks // Physical Review. — 1962. — Vol. 127. — P. 359-361. — doi:10.1103/PhysRev.127.359.
- Alder B.J., Wainwright T.E. Velocity autocorrelations for hard spheres // Physical Review Letters. — 1967. — Vol. 18. — P. 988-990. — doi:10.1103/PhysRevLett.18.988.
- Alder B.J., Gass D.M., Wainwright T.E. Studies in molecular dynamics. VIII. The transport coefficients for a hard-sphere fluid // Journal of Chemical Physics. — 1970. — Vol. 53. — P. 3813-3826. — doi:10.1063/1.1673845.
- Alder B.J., Wainwright T.E. Decay of the velocity autocorrelation function // Physical Review A. — 1970. — Vol. 1. — P. 18-21. — doi:10.1103/PhysRevA.1.18.
- Ceperley D.M., Alder B.J. Ground state of the electron gas by a stochastic method // Physical Review Letters. — 1980. — Vol. 45. — P. 566-569. — doi:10.1103/PhysRevLett.45.566.
- Reynolds P.J., Ceperley D.M., Alder B.J., Lester Jr. W.A. Fixed-node quantum Monte Carlo for molecules // Journal of Chemical Physics. — 1982. — Vol. 77. — P. 5593-5603. — doi:10.1063/1.443766.